# Piotr Odmieniec Włast
Maria Jakubina Komornicka ou Piotr Odmieniec Włast est un écrivain traducteur et critique littéraire polonais du mouvement Jeune Pologne né le 25 juillet 1876 à Grabów nad Pilicą et mort le 8 mars 1949 à Izabelin (pl),.
Pendant ses trente premières années, il vit en tant que Maria Komornicka, conformément au sexe qui lui a été attribué à la naissance ; il se débarrasse de cette identité en 1907, mais vers la fin de sa vie, il utilise la forme féminine et son ancien nom. Il continue à fonctionner comme Maria Komornicka dans l'opinion publique, y compris dans les études littéraires, mais l'identité de l'auteur fait toujours l'objet de recherches et d'analyses,.

## Biographie

### Enfance et études
Issu d'une riche famille de propriétaires terriens, il passe son enfance au domaine de Grabów. Ses parents sont Augustyn Komornicki et Anna Dunin-Wąsowicz. En 1889, avec sa mère et ses cinq frères et sœurs, il arrive à Varsovie pour suivre des cours auprès de professeurs privés, dont Piotr Chmielowski (pl).

### Carrière
En 1892, il fait ses débuts avec les nouvelles Z życia nędzarza et Staszka dans Gazeta Warszawska (pl) (sous le nom de Komornicka). L'année suivante, le même journal publie sa nouvelle Rozłąka.
En 1894, il publie un recueil de nouvelles, Szkice. La même année, son drame Skrzywdzeni paraît dans la Gazeta Poznańska.
Sous la pression de son père, il part à Cambridge, où il suit pendant six mois les cours du Newnham College, un établissement exclusivement féminin. Il publie le journal de son séjour sous le titre ironique de Raj młodzieży au début de l'année 1896. À son retour de Cambridge, il publie avec Wacław Nałkowski (pl) et Cezary Jellenta (pl) le manifeste littéraire Forpoczty en 1895.
En 1900, il publie Baśnie. Psalmodie, à partir de 1901, il collabore à Chimera (pl), édité par Zenon Przesmycki. Il publie de la poésie, dont le cycle Czarne płomienie (1901), de la prose (Biesy, 1902), des traductions de l'anglais et des revues, signées Włast.
En 1905, il séjourne et travaille à Paris, où il fait une dépression. Les médecins de l'époque diagnostiquent une dépression causée par le surmenage et l'écrivain est envoyé dans un hôpital pour malades nerveux pendant un mois.

### Transition et identité de genre
En 1907, il adopte une identité masculine et le nom de Piotr Odmieniec Włast. Selon le récit de Maria Dernałowicz, en 1907, à l'hôtel Bazar de Poznań, lors d'un voyage avec sa mère à Kołobrzeg, Komornicka brûle des robes de femmes dans le four et se révèle être Piotr Włast. À partir de ce moment-là, il porte des vêtements exclusivement masculins, fume la pipe et raccourcit ses cheveux,,. Cet acte de transgression lui vaut d'être exclu de la vie publique.
Il est déclaré malade mentalement par sa famille. De 1907 à 1914, il séjourne dans des sanatoriums et des hôpitaux. En 1914, il retourne dans sa ville natale de Grabow, où il travaille à son dernier ouvrage, Xięga poezji idyllicznej.
Bogdan Zakrzewski (pl) se souvient que Włast était un interlocuteur amical et intéressant, sa seule condition étant que, lorsqu'on s'adressait à lui, il fallait garder la forme masculine. Włast se considère comme une nouvelle incarnation de Piotr Włostowic, le légendaire fondateur de la famille Dunin dont la mère de Włast était issue.

### Fin de vie
Vers la fin de sa vie, il reste oublié. En 1944, en raison des destructions de la guerre, Włast quitte le domaine familial et séjourne dans un asile à Izabelin, près de Varsovie. C'est là qu'il est retrouvé par une amie de jeunesse, Zofia Villaume-Zahrtowa, grâce à laquelle Włast reçoit une allocation de la Commission d'aide aux travailleurs de l'art et de la science du Présidium du Conseil des ministres.
Dans les dernières lettres conservées, Komornicka utilise à nouveau des formes féminines : en 1947, il signe comme Maria P.O.W., « Marynia » (en notant que le nom est écrit entre guillemets), et plus tard M., Maaria, Maria Kom. ou Maria de K.L.
Sa tombe, située dans le cimetière militaire de Powązki, indique le nom de Maria Komornicka-Lemańska. Elle est située au quartier B/20 (7/22).

## Vie privée
En juin 1898, il épouse le poète Jan Lemański (pl),. En septembre de la même année, un incident se produit dans le parc Planty de Cracovie, au cours duquel Lemański tire sur son époux et son cousin par jalousie. Le mariage est considéré comme un échec et Lemański comme impulsif et morbidement jaloux. La relation se brise au bout de deux ans et la séparation est annoncée.

## Publications

### Publiés de son vivant
- 1894 : Szkice.
- 1895 : Forpoczty (avec Wacław Nałkowski et Cezary Jellenta).
- 1900 : Baśnie. Psalmodie.

### Publiés à titre posthume
- (pl) Maria Komornicka et Maria Podraza-Kwiatkowska, Utwory poetyckie prozą i wierszem, Wydawn. Literackie, coll. « Biblioteka poezji Młodej Polski », 1995 (ISBN 978-83-08-02659-5).
- (pl) Maria Komornicka et Edward Boniecki, Listy, Varsovie, Muzeum Historyczne m.st. Warszawy, 2011, 592 p. (ISBN 978-8-362-18901-4, OCLC 802084127).
- (pl) Maria Komornicka, Krzysztof Andrzej Jeżewski, Joanna Majewska et Barbara Stelingowska, Xięga poezji idyllicznej: rzeczy francuskie, Tchu, 2011 (ISBN 978-83-89782-48-9).
- (pl) Maria Komornicka et Sylwia Zientek, Utwory wybrane, Warszawskie Wydawnictwo Literackie Muza, 2016 (ISBN 978-83-287-0456-5).

### Traductions de l'anglais
- (pl) Edward Bulwer-Lytton (trad. Maria Komornicka), Zanoni. Powieść z czasów rewolucyi francuskiej., t. 1-3, Varsovie, 1906.
- (pl) Edward Bulwer-Lytton (trad. Maria Komornicka), Zanoni. Opowieść o różokrzyżowcu. Romans mistyczny z czasów Rewolucji Francuskiej., Sandomierz, 2015.

### Études
- (pl) Maria Komornicka, Słówniczek muzyczny, Varsovie, 1887.

## Postérité
La chercheuse Maria Podraza-Kwiatkowska, dans une biographie de Maria Komornicka publiée en 1967 dans le Polski Słownik Biograficzny, confirme l'évaluation de ses contemporains selon laquelle l'adoption d'une identité masculine était le symptôme d'une maladie mentale incurable. Selon Podraza-Kwiatkowska, la première crise de cette maladie s'est produite à Paris en 1905, et la suivante, qui s'est manifestée par l'adoption d'une identité masculine, en 1907. Elle intitule la biographie de Włast du nom rejeté du poète « Maria Jakubina Komornicka ».
Dans les années 1980, l'esquisse Klucze do Marii P.O.W. de Roman Zimand (pl) est publiée.
En 1995, sort le court métrage documentaire Nadmiar życia. Maria Komornicka, réalisé par Aleksandra Czernecka et Dariusz Pawelec.
Maria Janion publie l'essai Gdzie jest Lemańska? dont une réimpression, ainsi qu'une autre esquisse Maria Komornicka, in memoriam, sont incluses dans son livre Kobiety i duch inności publié en 1996.
En 1998, l'Institut de recherche littéraire de l'Académie polonaise des sciences publie Modernistyczny dramat ciała. Maria Komornicka par Edward Boniecki (pl). Ces publications suscitent un intérêt accru pour l'écrivain parmi les spécialistes de la littérature. Au XXIe siècle, des critiques féministes, des critiques d'études queer et des journalistes, s'intéressent à la vie et à l'œuvre de Komornicka.
En 2007, paraît la monographie Komornicka. Obszary odmienności d'Izabela Filipiak (pl).
En 2010, paraît la monographie Strącona bogini. Rzecz o Marii Komornickiej de Brygida Helbig (pl).
En 2011, Wiktor Dynarski, dans son mémoire de maîtrise sur le discours Komornicka/Własta, déclare : « Il n'y a jamais eu de Maria Komornicka », ce que reprennent notamment Marta Konarzewska dans son article Piotr Włast publié dans Replika (pl) et Krzysztof Tomasik dans Homobiografie. Dans son livre, Tomasik s'interroge : « La question reste ouverte de savoir si la métamorphose de Włast consistait davantage à devenir un homme ou simplement un Homme » car à cette époque, une femme est de facto un sous-homme, un point également soulevé, entre autres, par Zofia Nałkowska.
À l'occasion du 60e anniversaire de la mort du poète, un monument est inauguré le 8 mars 2009 par le général Stanisław Nałęcz-Komornicki (son neveu) dans sa ville natale de Grabów nad Pilicą. Le monument représente une femme et est signé « Maria Komornicka ».
En juillet 2016, une célébration du 140e anniversaire de la naissance de la poétesse a eu lieu à Warka avec la participation de Brygida Helbig et de Tomasz Komornicki
La maison de la culture Bogusław Klimczuk de Kozienice organise chaque année le concours littéraire national Maria Komornicka.